# 高松市立新塩屋町小学校
高松市立新塩屋町小学校（たかまつしりつ しんしおやまちしょうがっこう）は、かつて香川県高松市末広町にあった公立小学校。

## 概要
本校は高松市末広町に位置し、その創立は1948年であるが、その前身は1892年創立の鶴屋町尋常小学校に遡る。1945年7月の高松空襲の戦火に焼け落ち、一度閉校になった。その後、地元の働きかけにより、1948年に新塩屋町小学校として設立された。2010年4月に高松市内の松島小・築地小との合併、高松第一小学校開校に伴い閉校。

## 校門
本校正門の校門は1892年設立の鶴屋町尋常小学校から受け継がれたもので、銃撃の跡など高松空襲の爪痕を多く残す。
門柱は学校のシンボルであるうえに、地域のシンボルともなっており地域住民に広く親しまれている。
2009年11月には、閉校記念のミュージカル「4つの門柱」を上演した。

## 沿革
- 1892年 - 鶴屋町尋常小学校創立
- 1945年 - 高松大空襲により焼け落ち、廃校
- 1948年 - 旧鶴屋町小を受け継ぐ形で新塩屋町小学校創立
- 2007年 - 2010年の合併に向け新カリキュラムでの教育を開始
- 2010年 - 市内の松島小、築地小と合併し、高松第一小学校開校。それに伴い本校は閉校。

## 今後の跡地利用予定
主には高松市総合教育センターとして、適応指導教室を併設して整備する。
- 2010年 北棟に適応指導教室を移転。中・南棟に、教育センターとして適応指導教室を併設して整備。中棟1階の一部を地域のコミュニティ活動にも利用出来るよう整備。プールの解体設計。
- 2013年 北棟解体工事、跡地に緑地帯等整備。

## 交通
最寄り駅
- 高松琴平電気鉄道琴平線「片原町駅」